# Gösta Tormod
Gösta Tormod, född 13 juli 1909 i Gammelstad, Norrbottens län, död 3 april 1991 i Malmö, var en svensk väg- och vattenbyggnadsingenjör.
Efter studentexamen i Stockholm 1927 blev Tormod filosofie kandidat vid Uppsala universitet 1930 och utexaminerades från Kungliga Tekniska högskolan i Stockholm 1934. Han blev ingenjör vid Lantbruksstyrelsen 1934, Arbetslöshetskommissionen 1935, byråingenjör vid Malmö stads gatukontor 1938 (extra 1936), förste byråingenjör 1944, överingenjör 1957 och var gatudirektör i Malmö 1960–74.